# Infiorata del Corpus Domini
L’infiorata sangeminese è una manifestazione che trae origine da una tradizione del passato in cui si ricoprono le vie principali di San Gemini con petali di fiori precedentemente raccolti e lavorati al fine di realizzare dei quadri direttamente sul suolo. 
L’evento vede la partecipazione di molti cittadini, nonché degli alunni delle scuole elementari e medie aiutati da insegnanti e genitori. 

## Descrizione
La preparazione per infiorare il paese inizia vari mesi prima con la raccolta dei fiori, la loro essiccatura e tritatura ed infine, non per ordine di importanza, la progettazione del disegno da creare e decorare con i fiori. 
Ogni anno sono presenti lavori sempre più particolari e artistici tanto da attirare l’attenzione di molte persone provenienti da città limitrofi. 
La manifestazione vera e propria si svolge nel giorno del Corpus Domini, quando una processione religiosa percorre le vie ricoperte di fiori, la quale è costituita dal corteo dei bambini che hanno ricevuto la Prima comunione nei giorni precedenti, la Banda cittadina e le Autorità civili e religiose. Inoltre, dal 1996 è presente un concorso in cui gareggiano tutte le composizioni artistiche svolte e che determinerà quella più suggestiva dell’edizione. 
Grazie a questa manifestazione, nel 2007 nasce il “Gruppo infioratori Pro San Gemini” (iscritto all’Associazione “InfiorItalia”) che ogni anno presenta lavori sempre più peculiari tanto da essere richiesto per manifestazioni in tutto il territorio nazionale per le quali è stata protagonista di numerose premiazioni.